# Episodi di Domina (seconda stagione)
La seconda e ultima stagione della serie televisiva Domina, composta da otto episodi, è stata trasmessa su Sky Atlantic e in streaming su Now dall'8 settembre al 29 settembre 2023.
Negli Stati Uniti è andata in onda su MGM+ dal 9 luglio al 13 agosto 2023.
| nº | Titolo originale | Titolo italiano | Prima TV USA   | Prima TV Italia   |
| -- | ---------------- | --------------- | -------------- | ----------------- |
| 1  | Conspiracy       | Congiura        | 9 luglio 2023  | 8 settembre 2023  |
| 2  | Wedding          | Matrimonio      | 9 luglio 2023  | 8 settembre 2023  |
| 3  | Betrayal         | Tradimento      | 16 luglio 2023 | 15 settembre 2023 |
| 4  | Exile            | Esilio          | 23 luglio 2023 | 15 settembre 2023 |
| 5  | Sacrilege        | Sacrilegio      | 30 luglio 2023 | 22 settembre 2023 |
| 6  | Freedom          | Libertà         | 6 agosto 2023  | 22 settembre 2023 |
| 7  | Curse            | Maledizione     | 13 agosto 2023 | 29 settembre 2023 |
| 8  | Control          | Controllo       | 13 agosto 2023 | 29 settembre 2023 |

## Congiura
- Titolo originale: Conspiracy
- Diretto da: David Evans
- Scritto da: Simon Burke

### Trama
19 a.C. Dopo tre anni nelle province orientali, Livia e Gaio, ora Augusto, tornano in una Roma preda della carestia. Per risolvere la situazione Gaio nomina Tiberio, Druso e Iullo nuovi prefetti dell'annona, mentre Livia si riunisce con Ticone, ora vedovo di Antigone e padre di una bambina, Aelina, e prende a servizio anche Ursa, una giovane salvata dal mercato degli schiavi. Livia scopre che la carestia è provocata dagli ex prefetti corrotti, e Gaio ordina a Domizio, marito di Antonia, di arrestarli, ignaro che il vero ideatore della manovra sia proprio lui: i due prefetti muoiono entrambi, uno ucciso da Domizio e l'altro suicida, tuttavia Livia capisce dove si trova il grano e Gaio, con l'aiuto di Agrippa, appena rientrato dalla Spagna con la moglie Giulia, riesce a recuperarlo, salvando Roma. Nel mentre, Livia deve anche affrontare problemi famigliari: Druso, pur fidanzato con Antonina, vive pubblicamente con la sua liberta, Gemina, una ex principessa germanica, mentre Tiberio, ora sposato con la figlia di Agrippa, Vipsania, è ancora restio a interpretare il suo ruolo nei piani politici della madre. Livia decide di fare rapire Gemina per venderla come schiava, ignara che a comprarla è proprio Gaio. Inoltre, Gaio comunica a Tiberio, Druso, Iullo e Domizio che ha deciso di iniziare a testarli per pianificare la sua successione. 
- Guest star: David Schaal (veterano), Lucy Reynolds (cameriera nella taverna), Ewan Horrocks (Druso), Yuliia Sobol (Gemina), Mia Jenkins (Ursa), Stephen Lord (schiavo), Alessandro Epifani (Aralo), Edmund Wiseman (Siculo), Edward Franklin (Elva), Joseph Ollman (Iullo), Hannah Chinn (Antonia), Alaïs Lawson (Marcella), Francesco Lonigro (uomo obeso).

## Matrimonio
- Titolo originale: Wedding
- Diretto da: David Evans
- Scritto da: Simon Burke

### Trama
18 a.C. Mentre Gaio preme per l'approvazione di una nuova legge sulla moralità e contro il celibato, la mancanza di figli e l'adulterio, si avvicinano le nozze di Druso e Antonina, ma nessuno in famiglia sembra godere di una relazione stabile: Marcella,  figlia di Ottavia e moglie di Iullo, ha una relazione con suo cognato Domizio e i due vogliono impedire il matrimonio, Giulia è ancora l'amante di Iullo e Gaio tradisce Livia con la germanica Gemina. Marcella dice a sua madre di aver avuto una visione del defunto Marcello che implorava di fermare le imminenti nozze, e Gaio decide di rimandare il matrimonio a data da destinarsi, con enorme rabbia di Antonina: quando Livia tenta di sedurre Gaio per fargli cambiare idee si rende conto per la prima volta che lui non la desidera più come un tempo e la cosa la turba profondamente. Gaio, in colpa verso Livia e consapevole che l'annullamento delle nozze è politicamente svantaggioso, cerca di ricattare Ottavia: se Antonina non sposerà Druso, verrà consacrata al tempio delle Vestali per trent'anni, ma Ottavia sceglie di sacrificare la figlia. Antonina viene condotta al tempio per i voti, ma riesce a fuggire e viene salvata da Ticone e Livia, anche se Vipsania, che ha una pessima opinione, ricambiata, di Livia, cerca senza successo di convincere Antonina che prendere i voti è meglio che essere la nuora di Livia. Livia ricatta a sua volta Ottavia: se il matrimonio non ci sarà, renderà pubblica la relazione fra Giulia e Iullo, distruggendo Gaio e portando via a lei l'unico figlio, seppur adottivo, rimastole: questa volta Ottavia cede e quattro giorni dopo si celebrano le nozze. Lo stesso giorno Gemina annuncia a Scribonia, con cui era da sempre in combutta, di aspettare un figlio da Gaio.
- Guest star: Isabelle Connolly (Antonina), Hannah Chinn (Antonia), Alaïs Lawson (Marcella), Joseph Ollman (Iullo), Yuliia Sobol (Gemina), Ethan Moorhouse (Vistilio), Elliot Barnes-Worrell (Vilbia), Nathan Welsh (Musca), Lilit Lesser (Aurelia), Mia Jenkins (Ursa).

## Tradimento
- Titolo originale: Betrayal
- Diretto da: David Evans
- Scritto da: Simon Burke

### Trama
18 a.C., due mesi dopo. Druso e Tiberio sono stati inviati sul fronte germanico con le loro mogli, anche se Tiberio sospetta non sia altro che un modo di Gaio per sbarazzarsi di loro. A Roma, Livia scopre la verità su Gemina, Gaio e Scribonia. Gemina informa Gaio della gravidanza, ma lui non intende né divorziare né riconoscere il bambino e le comunica invece che le troverà un marito fuori Roma e incarica di ciò Agrippa, dopo avergli proibito di uccidere la ragazza. Scribonia suggerisce a Gemina di uccidere Livia così da lasciare Gaio libero di sposarla, ma Gemina riesce solo a ferirla, mentre Livia le taglia la gola. Gaio vuole assolutamente trovare il responsabile, ma Agrippa, che capisce la verità trovando uno dei bracciali di Livia vicino al corpo, occulta le prove e chiede in cambio a Livia che faccia sì che Gaio adotti il figlio avuto da Giulia, accordo che Livia accetta. Livia manda Ticone in Egitto per scoprire il vero mandante della carestia e affronta Gaio, confessando le morti di Gemina e Marcello. Per tutta risposta, Gaio la esilia. 
- Guest star: Yuliia Sobol (Gemina), Elliot Barnes-Worrell (Vilbia), Nathan Welsh (Musca), Hannah Chinn (Antonia), Lilit Lesser (Aurelia), Isabelle Connolly (Antonina), Ethan Moorhouse (Vistilio), Joseph Ollman (Iullo), Alaïs Lawson (Marcella), Mia Jenkins (Ursa).

## Esilio
- Titolo originale: Exile
- Diretto da: Sallie Aprahamian
- Scritto da: Simon Burke

### Trama
17 a.C. Marcella scopre e racconta a Gaio che Giulia ha una relazione adultera, anche se non sa con chi. Furioso, Gaio ordina a Tiberio, Druso, Domizio e allo stesso Iullo di fare tutto il possibile per scoprire chi è e ucciderlo prima che la cosa diventi pubblica, ma Agrippa scopre la cosa e pone un ultimatum: se non gli consegnano Giulia e il suo amante entro due giorni chiederà il divorzio. Livia viene ricattata perché organizzi un matrimonio prestigioso per l'ambizioso Vilbia e deve pensare a un modo per salvare Giulia e Iullo. Alla fine, nel tentativo di tornare al fianco di Gaio, organizza uno stratagemma per far credere che l'amante di Giulia sia Vilbia, che di conseguenza viene ucciso da Agrippa, mentre Giulia viene perdonata. Tornata a Roma, Livia mantiene la sua promessa e fa sì che Gaio adotti Gaio e Lucio, i figli di Agrippa e Giulia.
- Guest star: Hannah Chinn (Antonia), Isabelle Connolly (Antonina), Joseph Ollman (Iullo), Alaïs Lawson (Marcella), Nathan Welsh (Musca), Elliot Barnes-Worrell (Vilbia), Alana Boden (Porzia), Fabrizio Romagnoli (Strabone), Mia Jenkins (Ursa), Lilit Lesser (Aurelia).

## Sacrilegio
- Titolo originale: Sacrilege
- Diretto da: Sallie Aprahamian
- Scritto da: Rachel Paterson

### Trama
16 a.C. Livia escogita un piano per farsi consegnare il testamento di Gaio, custodito dalle Vestali, anche se Ticone questa volta è restio ad appoggiarla, temendo l'ira degli dei. Una volta letto scopre che gli unici eredi sono i figli di Agrippa e Giulia, e che Domizio è stato nominato esecutore, mentre né lei né Tiberio e Druso avranno nulla. Turia, la Vestale Massima, ricatta Livia per la questione del testamento sottratto, e Livia la uccide facendola murare viva in una grotta sperduta, promettendo agli dei, in cambio, un tempio a loro dedicato, il Pantheon. Livia fa anche creare una copia contraffatta del testamento di Gaio che nomina Druso suo erede, e decide di procurarsi anche il testamento di Agrippa per assicurarsi che non contenga sorprese. Nel mentre, Gaio, arrivato segretamente in Germania da Tiberio e Druso, affida a quest'ultimo il compito di conquistarla. 
- Guest star: Wolf Danny Homann (Ballomar), Ewan Horrocks (Druso), Ethan Moorhouse (Vistilio), Isabelle Connolly (Antonina), Lilit Lesser (Aurelia), Alana Boden (Porzia), Joseph Ollman (Iullo), Alaïs Lawson (Marcella), Alex Walton (Gallo), Hannah Chinn (Antonia), Mia Jenkins (Ursa).

## Libertà
- Titolo originale: Freedom
- Diretto da: Sallie Aprahamian
- Scritto da: Simon Burke

### Trama
12 a.C. Agrippa muore sulla strada per Roma, mentre Giulia partorisce il loro ultimo figlio. Livia vorrebbe che la ragazza restasse vedova, com'è pure suo desiderio, ma se ciò non fosse possibile pianifica di darle in sposo Druso. Invece, a sorpresa, Gaio annuncia che sarà Tiberio a sposare Giulia. Tiberio e Vipsania tentano la fuga, lasciandosi addirittura dietro il figlio Drusillo, ma Druso li riporta a Roma, dove sono obbligati a divorziare e Vipsania viene immediatamente fatta risposare con Asinio Gallo, nuovo amante di Marcella. Dopo aver fallito nel convincere la madre a sbarazzarsi di Gaio, Druso scrive al fratello per illustrargli il suo piano per prendere il potere marciando contemporaneamente su Roma con le loro legioni, così da restaurare la Repubblica, ma la lettera finisce in mano a Livia, avvisata da Antonina che spia Druso per suo conto. Livia costringe Tiberio a rispondere che lui sarà fedele a Gaio, senza sapere che una copia della lettera, seppur cifrata, è stata consegnata proprio a Gaio. Quella notte Tiberio, in preda a una serie di flashback traumatici, tenta di soffocare Livia nel sonno, ma Ticone la salva in extremis e le dice che era solo un incubo. 
- Guest star: Ewan Horrocks (Druso), Isabelle Connolly (Antonina), Hannah Chinn (Antonia), Joseph Ollman (Iullo), Alaïs Lawson (Marcella), Lilit Lesser (Aurelia), Nicky Goldie (maîtresse), Jack Brett Anderson (Gracco), Ethan Moorhouse (Vistilio), Nathan Welsh (Musca).

## Maledizione
- Titolo originale: Curse
- Diretto da: David Evans
- Scritto da: Simon Burke

### Trama
11 a.C. È il giorno del matrimonio fra Tiberio e Giulia, che si preannuncia infelice e pieno di tensione per tutti, anche se la coppia si accorda in privato per vivere vite separate. Antonina è preoccupata per Druso, la cui salute mentale sembra in declino, e vorrebbe che non tornassero in Germania dopo le nozze. Livia, sulla strada per il luogo della cerimonia, insieme a Pisone cade in un'imboscata organizzata dal fratello di Vilbia su input di Domizio, uscendone viva per miracolo con l’aiuto di Ticone. Quest’ultimo approfitta del momento per confessare a Livia che Tiberio ha tentato di ucciderla e che secondo lui la Repubblica non dovrebbe essere restaurata. Gaio riesce a procurarsi il codice per decifrare le lettere che Druso ha scritto a Tiberio, scoprendone il tradimento. Ottavia muore e il suo ultimo desiderio per il fratello è che Gaio vendichi Marcello uccidendo uno dei figli di Livia. 
- Guest star: Ewan Horrocks (Druso), Wolf Danny Homann (Ballomar), Isabelle Connolly (Antonina), Hannah Chinn (Antonia), Nathan Welsh (Musca), Mia Jenkins (Ursa), Joseph Ollman (Iullo), Ethan Moorhouse (Vistilio), Alex Walton (Gallo), Fabrizio Romagnoli (Strabone), Jack Brett Anderson (Gracco), Alaïs Lawson (Marcella).

## Controllo
- Titolo originale: Control
- Diretto da: David Evans
- Scritto da: Simon Burke

### Trama
9 a.C. Druso è ancora impegnato in Germania e rifiuta di tornare a Roma prima di aver portato a termine la conquista. A Roma, Giulia ha avuto un figlio illegittimo, Tiberillo, che Tiberio ha dovuto riconoscere per imposizione di Livia, e Gaio, credendolo il loro unico nipote in comune, intende adottarlo. Anche Marcella resta incinta di un figlio adultero, ma Iullo le dice che non riconoscerà il bambino una volta nato. Gaio tasta il terreno con Livia a proposito del progetto di restaurare la Repubblica di cui ha letto nelle lettere di Druso, ma lei nega tutto. Druso, in Germania, è vittima di un agguato che lo riduce in fin di vita; e fa giurare al fratello, che lo aveva raggiunto per riportarlo a casa, di prendere il suo posto nei progetti repubblicani. Druso chiede che Ticone gli apra le vene per velocizzare la cosa. Marcella viene affogata dal marito Iullo e dalla sua amante Giulia, che la fanno passare per suicida. Livia si dispera per la morte di Druso e, spinta da Pisone, decide di puntare tutto su Tiberio. Quest’ultimo, rientrato a Roma, scopre che Druso è stato tradito da Augusto che lo voleva morto e, dopo averlo comunicato a Livia, insieme al fatto che non intende mantenere il giuramento fatto a Druso, uccide il piccolo Tiberillo dopo aver visto dormire insieme Giulia e Iullo. 
- Guest star: Ewan Horrocks (Druso), Isabelle Connolly (Antonina), Eva Young (Aelina), Alaïs Lawson (Marcella), Wolf Danny Homann (Ballomar), Ethan Moorhouse (Vistilio), Giorgia Gregori (bimba bionda), Yuliia Sobol (Gemina), Hannah Chinn (Antonia), Joseph Ollman (Iullo), Fabrizio Romagnoli (Strabone).